# Jason Scotland
Jason Scotland   (Morvant, 18 de febrer de 1979) és un exfutbolista de Trinitat i Tobago de la dècada de 2000.
Fou 41 cops internacional amb la selecció de Trinitat i Tobago.
Pel que fa a clubs, destacà a Dundee United, St Johnstone, Swansea City, Wigan Athletic FC, Ipswich Town FC, Barnsley FC i Hamilton Academical.